# Zoo Henry Doorly

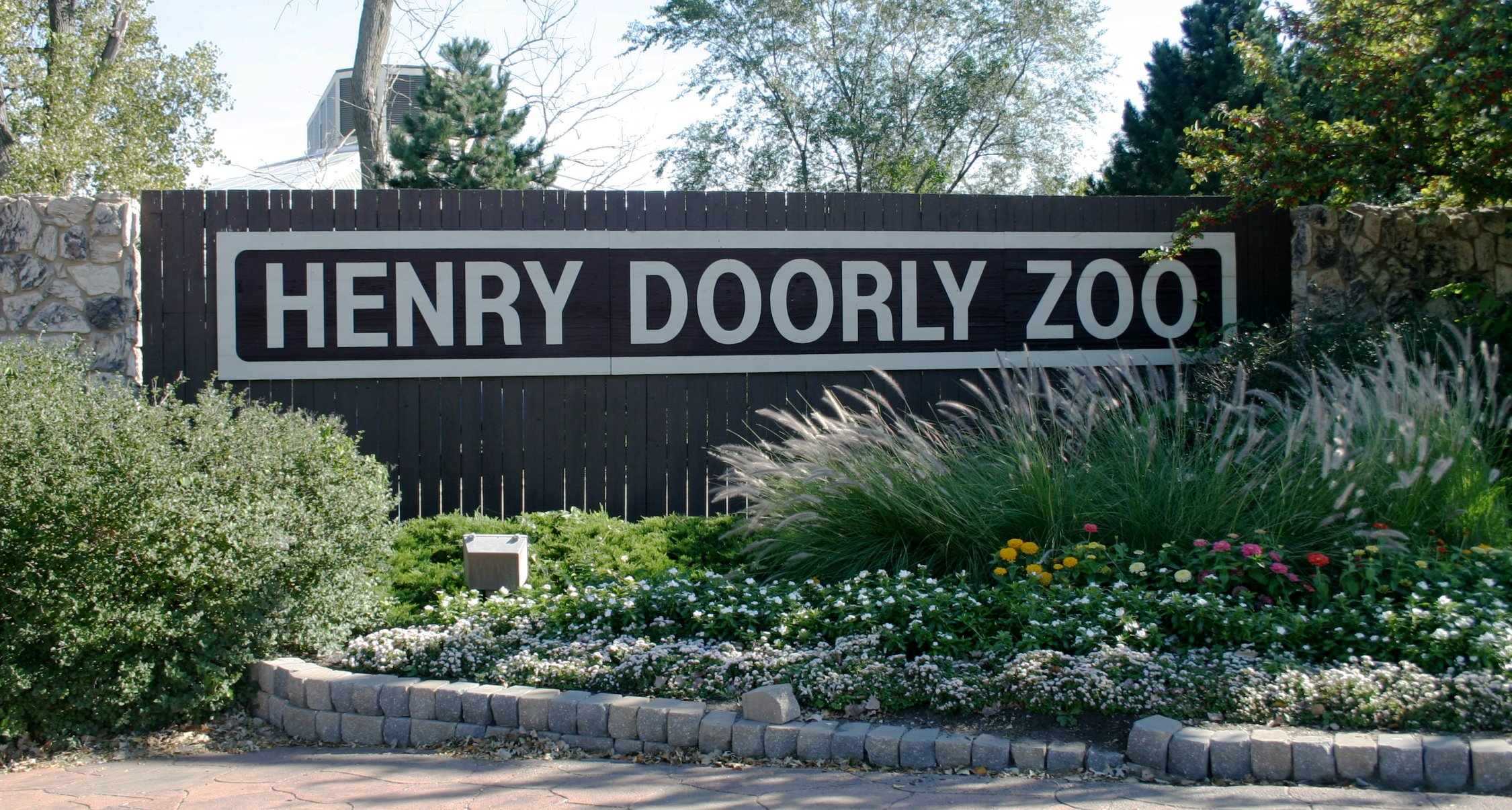
Entrée du zoo.

Le zoo Henry Doorly ou zoo d'Omaha est un parc zoologique américain situé dans le Nebraska, à Omaha. Il est accrédité par l'Association des zoos et aquariums d'Amérique du Nord (AZA) et par l'Association mondiale des zoos et aquariums (WAZA). C'est un parc zoologique renommé pour ses actions menées dans la conservation de la nature et dans la recherche. Fondé à partir du zoo de Riverview établi en 1894, ce zoo présente la plus grande collection de félins des États-Unis mais également plus de 900 espèces d'animaux. Il s'agit également de l'attraction du Nebraska recevant le plus de visiteurs[réf. nécessaire].